# Brent Faiyaz
Brent Faiyaz   (Columbia, 19 de setembre de 1995) és un cantant, compositor, raper i productor discogràfic estatunidenc que destaca pel seu estil «slow jam atmosfèric». Va guanyar protagonisme després de la seva interpretació al costat de Shy Glizzy al senzill de GoldLink del 2016 «Crew». La cançó va assolir el lloc número 45 a la Billboard Hot 100, va rebre la certificació de platí sèxtuple de la Recording Industry Association of America (RIAA) i va ser nominada a la millor cançó rap/cantada als 59ns Premis Grammy. L'any següent, Faiyaz va publicar el seu àlbum d'estudi de debut, Sonder Son.
La seva carrera musical va començar el 2013 amb el llançament del seu primer EP, Black Child, seguit del seu segon EP, AM Paradox (2016). El 2016, Faiyaz va formar el trio de R&B contemporani Sonder. El febrer de 2020 va publicar el seu quart EP, Fuck the World, que va representar la seva primera entrada a la llista Billboard 200, arribant al número 20. El seu segon àlbum d'estudi, Wasteland (2022) va assolir el número dos de la Billboard 200 i va generar els senzills «Gravity», «Wasting Time» (amb Drake i The Neptunes) i «Price of Fame».

## Estil
Faiyaz s'ha referit a la cantant Lauryn Hill com la seva major inspiració. En una entrevista a la revista Wonderland, va explicar que el seu primer record musical va ser escoltar el CD The Miseducation of Lauryn Hill a casa durant la seva infància. Va afirmar que l'àlbum té una «mescla perfecta de R&B i hip-hop», i va assenyalar que va ser la raó principal per a seguir el seu exemple. També ha citat Aaliyah, Currensy, Curtis Mayfield, Gil Scott-Heron, Jeff Buckley, Radiohead i Tupac Shakur com a algunes de les seves principals influències.
La música de Faiyaz sovint cobreix temes com «la infidelitat, les ruptures i la sobreexposició a les xarxes socials». En una entrevista a Complex, va declarar que escolta «molts tipus de gèneres diferents», però va assenyalar que és un artista de R&B perquè és «negre, canto i tinc una veu de soul». Descrivint la seva versatilitat, Faiyaz va declarar: «Demà tot se'n podria anar a la merda i fer un àlbum de reggae».
Les seves cançons anteriors del seu EP Black Child consistien principalment en música rap. En particular, Faiyaz es va especialitzar en la música hip-hop soul, però, a mesura que creixia com a artista, va començar a endinsar-se en el seu costat R&B tot i conservar elements de hip-hop a la seva música. Va afirmar que la música és per a ell una forma de teràpia, i va subratllar que aquesta és la raó principal per la qual la seva música és tan profunda i personal com sembla. Va assenyalar que «escriu molt» i que la seva escriptura consisteix en poesia, apunts del dia a dia i música, però que de vegades «pot entrar a l'estudi i no escriure res». En una entrevista a Rolling Stone va declarar que se sent còmode gravant música allà on sigui, afirmant que «capta la vibració de manera natural». Va descriure el seu procés d'enregistrament com «molt llarg i extens», i va indicar que aquesta és la raó principal per la qual triga tant de temps a publicar la seva música. Faiyaz ha afirmat que la seva escriptura és la part més important del procés de gravació, i ha assenyalat que «per a mi és una cosa diferent quan es tracta de lletres, quan una cançó traspassa més enllà de la música, en termes de la literatura».

## Discografia

### Àlbums d'estudi
- Sonder Son (2017)
- Wasteland (2022)[18]